# Bombardier Challenger 600

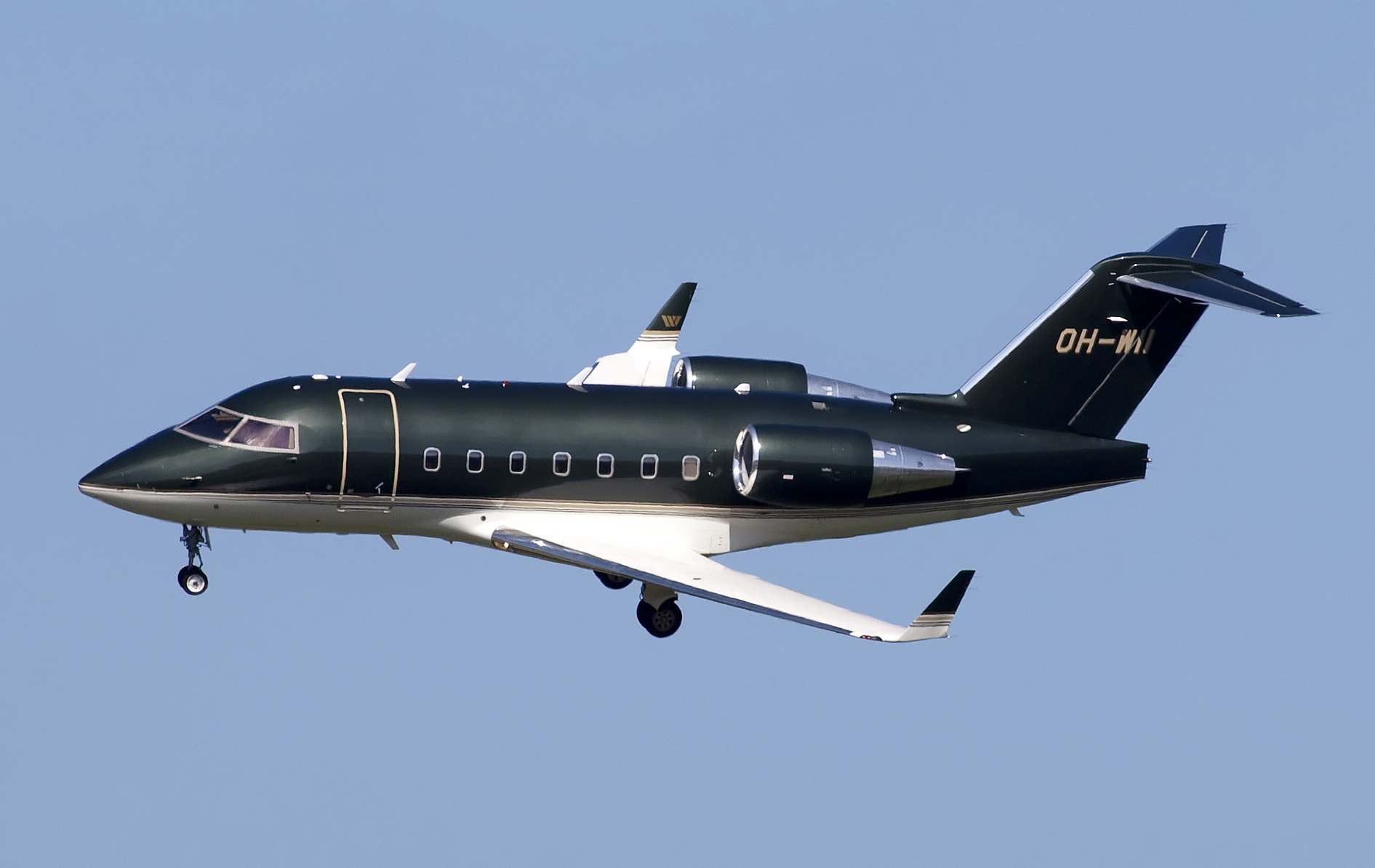
Een Bombardier CL-604.

De Bombardier Challenger 600 is de benaming van een serie zakenjets die zijn ontworpen en geproduceerd vanaf 1980 door Canadair. Vervolgens werd de serie overgenomen door Bombardier, die de serie vliegtuigen ging produceren vanaf 1986. Er zijn in totaal 1066 exemplaren van gebouwd.
Het ontwerp van de Challenger 600-serie werd vanaf 1991 toegepast in de Bombardier CRJ100 en CRJ200.

## Specificaties (Challenger 650)
- Bemanning: 2

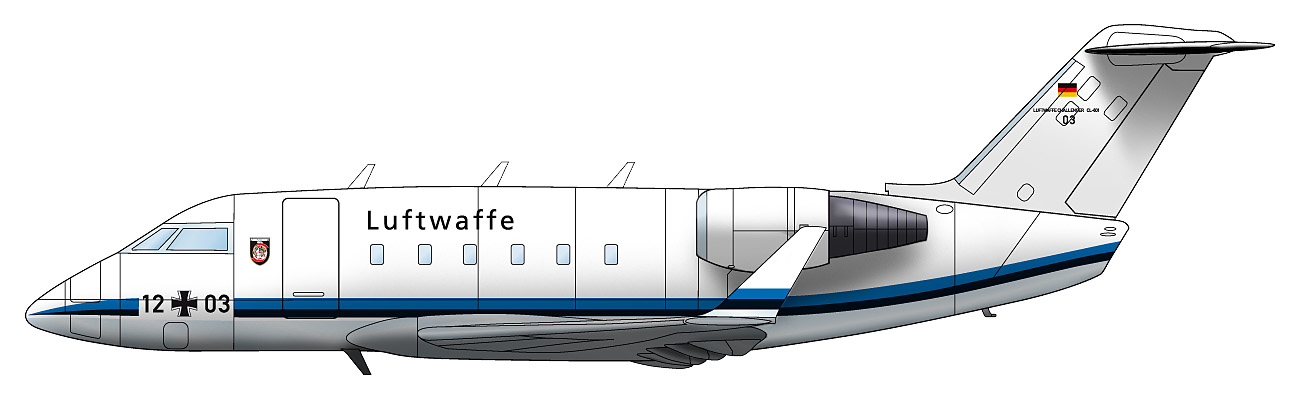
Zij-aanzicht

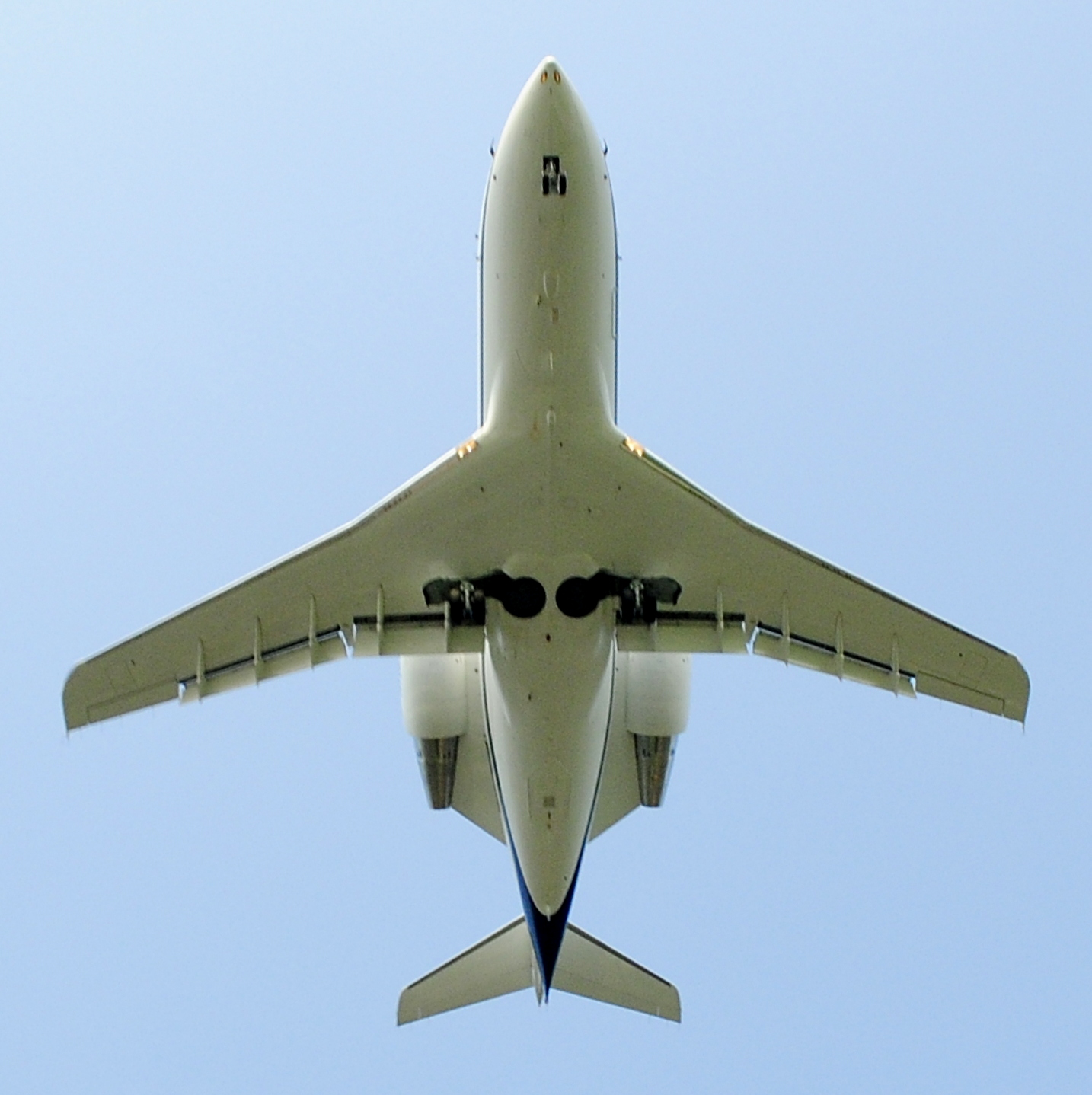
Onderaanzicht

- Nuttige lading: 2.200 kg of maximaal 19 passagiers
- Lengte: 20,9 m
- Spanwijdte: 19,6 m
- Hoogte: 6,3 m
- Leeggewicht: 12.315 kg
- Maximum brandstof: 9.072 kg
- Maximum startgewicht: 21.863 kg
- Motoren: 2 × General Electric CF34-3B turbofans, 41 kN stuwkracht elk
- Aantal gebouwd: 1066 (totaal, alle types)

Prestaties
- Kruissnelheid: 854 km/u
- Plafond: 12.497 m
- Vliegbereik: 7.408 km
- Startbaanlengte: 1.702 m

## Types
- Challenger 600 (CL-600-1A11)
  - CL-600, het originele type, met twee Lycoming ALF 502 turbofans.
  - CL-600S, Idem als de CL-600, maar met winglets.
  - Canadair CC-144
  - Canadair CE-144
  - Canadair CX-144
- Challenger 601 (CL-600-2A12)
  - CL-601-1A
  - CL-601-1A/ER
- Challenger 601-3A/3R (CL-600-2B16)
  - CL-601-3A (2B16)
  - CL-601-3A/ER
  - CL-601-3R
  - CL-601s
- Challenger 604/605/650
  - CL-604
  - CL-604 MMA
  - C-143A
  - CL-605
  - CL-605 MSA
  - CL-650

## Vergelijkbare vliegtuigen
- Dassault Falcon 2000
- Embraer Legacy 600